# عبد العزيز بن عبد الحق
عبد العزيز بن عبد الحق بن عبد العزيز بن خراسان، ثاني حكام تونس من بنو خراسان، حكم لمدة قصيرة ، كان ضعيفا و حاصر تميم بن المعز تونس في عهده.

## السيرة
بعد وفاة شيخ تونس عبد الحق بن عبد العزيز بن خراسان سنة 488هـ / 1095 تسلم ابنه عبد العزيز، حسب النقائش المكتوبة على قبره كان عبد العزيز شخصا ضعيفا فتخلى عن جزء من سلطته لأخيه إسماعيل، و في عهده حاصر تميم بن المعز مدينة تونس ثانية عام 491هـ / 1097 و أعادها لطاعته، ثم توفي عبد العزيز يوم السبت 5 محرم 499هـ / 17 سبتمبر 1105، رغم أن مصادر ذكرت أنه توفي سنة 500هـ، إلا أن باحثين فسروا ذلك بأنه تم الخلط بين تاريخ وفاته و وفاة أخيه إسماعيل، ظلت المدينة دون حاكم مؤقتا حتى تسلم ابنه أحمد.